# Josi Abukasis
Josi Abukasis (hebr. יוסי אבוקסיס; ur. 10 września 1970 w Tel Awiwie) – izraelski piłkarz grający na pozycji pomocnika i trener piłkarski.

## Kariera piłkarska
Abukasis rozpoczął karierę w młodzieżowych drużynach Hapoelu Tel Awiw, z których w sezonie 1987/1988 trafił do pierwszego zespołu. W sezonie tym Hapoel zdobył mistrzostwo, a kontrakt z Abukasisem został podpisany na kolejne 5 lat. W sezonie 1993/1994 grał w Bene Jehuda Tel Awiw, a w następnym sezonie w Hapoelu Cafririm Holon. W kolejnym sezonie (1995/1996) trafił do Beitaru Jerozolima, w którym grał do sezonu 2000/2001. W tym czasie wygrał z nim dwa mistrzostwa kraju i Toto Cup. W 1998 został też piłkarzem roku w Izraelu. Brał również udział w kwalifikacjach do EURO 2000. W sezonie 2001/2002 ponownie grał w Hapoelu Tel Awiw, z którym także wygrał Toto Cup. W lipcu 2003 trafił do FC Aszdod, w którym grał pół roku, po czym wrócił do Hapoelu Tel Awiw. W czerwcu 2007 zakończył karierę.

## Kariera trenerska
W grudniu 2007 został asystentem Eliego Guttmana w Hapoelu Tel Awiw.
14 czerwca 2011 został trenerem Bene Jehuda Tel Awiw, a 23 kwietnia 2012 mianowano go asystentem Guttmana w reprezentacji Izraela. 27 października tego samego roku objął posadę szkoleniowca Hapoelu Tel Awiw, na której zastąpił Nitzana Shiraziego, który ustąpił z powodów zdrowotnych. Ze stanowiska został zwolniony 16 lutego 2013 po serii pięciu meczów bez zwycięstwa. 22 grudnia 2013 wrócił do Bene Jehuda, z którym podpisał kontrakt do końca sezonu. W maju 2015 podpisał kontrakt z klubem na kolejny sezon. W grudniu 2015 został szkoleniowcem Bene Sachnin.

## Osiągnięcia
- Mistrzostwo Izraela (3): 1987/1988, 1996/1997, 1997/1998
- Puchar Izraela (2): 2005/2006, 2006/2007
- Toto Cup (2): 1997/1998, 2001/2002

## Życie osobiste
Żonaty z Szimrit, z którą ma córkę Lotan.

## Literatura dodatkowa
- Joseph Glass: אדום בנשמה. 2004. OCLC 233486638. (hebr.). Brak numerów stron w książce